# Capitolazione di conquista
La capitolazione di conquista (in spagnolo capitulación de conquista) era un istituto legale del colonialismo spagnolo.
Si trattava di un contratto tra il sovrano e un individuo al fine di reclutare un esercito e conquistare uno specifico territorio, ponendolo così sotto la sovranità dei monarchi spagnoli.
Le spese della spedizione erano a carico del conquistador in cambio del titolo di governatore e di una parte delle terre e del bottino; un'altra parte, circa il 20%, era riservata alla Hacienda Real (Tesoreria Reale). Di solito, i conquistadores erano nobili dell'Estremadura o della Castiglia con scarso patrimonio.
Esempi di capitolazioni di conquista:
- Capitolazioni di Santa Fe, tra Cristoforo Colombo e Isabella di Castiglia;
- Capitolazioni di Toledo, tra Francisco Pizarro, e Carlo I di Spagna;
- Capitolazioni del 1534, Carlo I di Spagna per la divisione del Sudamerica;
- Capitolazione di Pedro Sánchez de la Hoz, per l'assegnazione della Terra Australis a Pedro Sánchez de la Hoz.